# Petra Ritter-Müller
Petra Ritter-Müller ist eine deutsche römisch-katholische Theologin.

## Leben
Sie wuchs in ihrem Geburtsland Deutschland auf. Sie studierte Germanistik, Geschichte und Theaterwissenschaft, dann Philosophie und Theologie in München. Zum Dr. theol. in Salzburg im Fach Altes Testament wurde sie 1997 promoviert. Sie war wissenschaftliche Mitarbeiterin an verschiedenen Instituten und in unterschiedlichen Aufgabenbereichen. Seit 1. Oktober 2002 lehrte sie als Professorin für Neues Testament an der Hochschule Heiligenkreuz. 2003 war sie Gastdozentin an der Facoltà di Teologia di Lugano. Von 2005 bis 2020 war sie im pastoralen Dienst in der Pfarre St. Josef in St. Pölten tätig.
Ritter-Müller war verheiratet mit dem 2020 verstorbenen Kirchenrechtler Ludger Müller.

## Publikationen (Auswahl)
- mit Armin Wouters: Die Adventspredigten Kardinal Michael von Faulhabers im Jahre 1933. Eine kritische Betrachtung. In: Joachim Mehlhausen (Hrsg.): … und über Barmen hinaus. Studien zur Kirchlichen Zeitgeschichte. Festschrift für Carsten Nicolaisen, Göttingen 1995, S. 234–252.
- Kennst du die Welt? – Gottes Antwort an Ijob. Eine sprachwissenschaftliche und exegetische Studie zur ersten Gottesrede Ijob 38 und 39 (= Altes Testament und Moderne, Band 5). Lit, Münster 2000, ISBN 3-8258-4268-1 (zugleich Dissertation, Salzburg 1997) Rezension.
- Weisheit, Sünde und Kairos: Sprachwissenschaftliche Notizen zu Sir 18,19-27. In: Renate Egger-Wenzel, Karin Schöpflin, Johannes Friedrich Diehl (Hrsg.): Weisheit als Lebensgrundlage. Festschrift für Friedrich V. Reiterer zum 65. Geburtstag. De Gruyter, Berlin und Boston 2013, S. 249–274.